# Order Zasługi Sądownictwa Pracy
Order Zasługi Sądownictwa Pracy (port. Ordem do Mérito Judiciário do Trabalho, skr. OMJT) – resortowe odznaczenie ustanowione 11 listopada 1970 przez brazylijski Najwyższy Trybunał Pracy (Tribunal Superior do Trabalho, skr. TST).
Order ten ma na celu nagradzanie osobistości cywilnych i wojskowych, krajowych i zagranicznych, wyróżniających się w wykonywaniu zawodów i dających przykład społeczności, a także ludziom, którzy w jakikolwiek sposób przyczynili się do wzbogacenia kraju, wewnętrznie lub za granicą, Sądu Pracy lub jakiejkolwiek gałęzi sądownictwa, prokuratury lub adwokatury. Mogą nim być wyróżnione instytucje cywilne i wojskowe (destina-se a agraciar personalidades civis e militares, nacionais ou estrangeiras, que tenham se distinguido no exercício de suas profissões e se constituído em exemplo para a coletividade, bem como as pessoas que, de qualquer modo, hajam contribuído para o engrandecimento do país, internamente ou no exterior, da Justiça do Trabalho ou de qualquer ramo do Poder Judiciário, do Ministério Público ou da advocacia. Agracia, ainda, instituições civis e militares).
Order, początkowo pięcioklasowy, obecnie podzielony jest na sześć klas:
- I klasa – Wielki Łańcuch (Grão Colar) – klasa utworzona w 1973;
- II klasa – Krzyż Wielki (Grã-Cruz);
- III klasa – Wielki Oficer (Grande Oficial);
- IV klasa – Komandor (Comendador);
- V klasa – Oficer (Oficial);
- VI klasa – Kawaler (Cavaleiro).

Kapituła orderu składa się z sześciu członków trybunału w randze ministrów, w tym prezydenta (w funkcji wielkiego mistrza orderu) i wiceprezydenta, inspektora generalnego i dziekana. Każdy z nich, a także Prokurator Generalny Pracy, z urzędu otrzymują Krzyż Wielki Orderu, oprócz prezydenta TST, który od 2008 otrzymuje Wielki Łańcuch w momencie objęcia urzędu.